# Chiquititas
Mali Anđeli (orig. Chiquititas) bili su uspešni šou, telenovela i film iz Argentine. Režiser ovog projekta bila je Kris Morena. Rad na "Malim Anđelima" trajao je od 1995. godine do 2001. godine. Telenovela Mali Anđeli, Priča (Chiquititas, la Historia) (2001) postigla je veliki uspeh, kao i film iz iste godine, Mali Anđeli: Zraci Svetla (Chiquitias: Rincón de Luz). Serija je bila namenjena deci i tinejdžerima. U ovoj seriji glumili su mnogi danas poznati argentinski glumci, poput Kamile Bordonaba, Felipea Kolomba, Luisane Lopilato i Benhamina Rohasa, kao i mnogi drugi glumci iz serije "Buntovnici".